# Pantydia bicolora
Pantydia bicolora är en fjärilsart som beskrevs av Bethune-Baker 1906. Pantydia bicolora ingår i släktet Pantydia och familjen nattflyn. Inga underarter finns listade i Catalogue of Life.